# Abu Simbel, Profanation
Abu Simbel, Profanation es un videojuego desarrollado y distribuido por Dinamic Software en 1985, para las plataformas Spectrum, Amstrad CPC y MSX.
Sucesor, por orden, de Saimazoom y Babaliba, es la última parte de esta trilogía. Sería el título más conocido y de mayor éxito de la saga, coincidiendo con el gran despegue en ventas de Dinamic. Para la promoción, Dinamic organizó un concurso en el que premiaría con 50.000 ptas al primero que acabara el juego.

## Argumento
El protagonista, Johny Jones, ha sido transformado por la maldición de Abu Simbel en una extraña criatura de forma circular que sólo conserva de su antigua apariencia la enorme nariz. Para liberarse de la maldición tendrá que adentrarse en la tumba de Abu Simbel, en Egipto, y tras superar toda una serie de obstáculos recuperar su aspecto físico usual.
Dada la forma que tiene Johny no puede utilizar armas y deberás aprovechar toda su agilidad sorteando los peligros con que se encuentre a lo largo de las distintas estancias que conforman la tumba, ya sea dando saltos largos o cortos, según la situación en la que se encuentre.
Por los pasadizos del templo se encuentran colocados diversos amuletos, algunos de los cuales nos servirán para abrir pasadizos y otros nos serán necesarios para poder utilizar los teletransportes, con los que se puede pasar a otros lugares que, de otra manera, serían inaccesibles. También existe en el interior un diamante que se encuentra escondido dentro de una de las cámaras de la tumba. Es muy importante ya que su color indicará el camino para acceder a la fase final del juego.
El mayor peligro dentro del juego lo supone la entrada en una habitación de modo que se caiga en una trampa pues supondrá la pérdida de todas las vidas de manera inevitable.
En el recorrido encontramos gotas ácidas, murciélagos, losas asesinas, serpientes, arañas, momias, anillos asesinos, volcanes en erupción y un sinfín de problemas más. El fondo del templo tiene un lago lleno de islotes que pondrán a prueba nuestra capacidad y nuestros reflejos. El agua se encuentra plagada de pirañas.
M.A Software ha desarrollado un remake del juego.
El 16 de abril de 2017 contando con el beneplácito de Víctor Ruiz se terminó el desarrollo de una versión para Commodore 64, la única plataforma de las cuatro principales en España en el momento del lanzamiento, que no contó con port propio. El principal impulsor del proyecto fue Francisco Javier González Cañete (Equinoxe) que programó el videojuego en ensamblador del C64 desde cero. También portó todo el apartado gráfico basándose en la versión Spectrum. Ckultur creó la música y ayudado por Richard Bayliss colaboraron el apartado sonoro/musical. Como diferencias con otras versiones están la música de carga desde cinta, la pantalla de inicio, obra de Nico Galis, un nivel de dificultad más suave y una pantalla escondida extra.

## Desarrollo
El proyecto estaba liderado por Víctor Ruiz, contando con la colaboración de Snatcho, Florentino Pertrejo y Santiago Morga. Su portada fue la primera creada por el famoso dibujante de cómics Alfonso Azpiri para la empresa, siendo colaborador habitual desde entonces.